# Widget (datorspel)
Widget är en duologi TV-spel baserade på den animerade TV-serien med samma namn. Spelen utvecklades under tidigt 1990-tal, och utgavs av det japanska företaget Atlus.